# Теплотворна здатність палива
Теплотворна здатність палива — кількість теплоти в калоріях (джоулях та інш.), що його виділяє 1 кг твердого чи рідкого палива або 1 м3 газоподібного палива при повному згорянні.
Син. — теплота згоряння, теплота горіння (рідко).

## Теплотворна здатність окремих палив
Метану: 11548 ккал/кг.
Пропану: 11961 ккал/кг.
Бутану: 11783 ккал/кг.
Дизельне паливо: 10265 ккал/кг.

## Інтернет-ресурси
- ТЕПЛОТВОРНАЯ СПОСОБНОСТЬ РАЗЛИЧНЫХ ВИДОВ ТОПЛИВА. СРАВНИТЕЛЬНЫЙ АНАЛИЗ. [Архівовано 6 липня 2014 у Wayback Machine.]